# Petrila
Petrila (rumænsk udtale: [peˈtrila]; ungarsk: Petrilla) er en by i Jiu-dalen, i distriktet Hunedoara i Transsylvanien, Rumænien. Byen har 19.600 (2021) indbyggere, og  administrerer fire landsbyer: Cimpa (Csimpa), Jieț (Zsiec), Răscoala (Reszkola) og Tirici.

## Geografi
Den ligger i nærheden af sammenløbet af floderne Jiul de Est, Taia og Jieț. Den lille by ligger på distriktsvejen (drum județean) DJ 709K, ved  europavej E79  ca. fire kilometer øst for fra Petroșani . Distriktets hovedstad Deva (Diemrich) ligger ca. 90 km nordvest for Petrila.

## Historie
Petrila er en rumænsk by i Karpaterne og er en gammel bebyggelse, men den blev nævnt første gang i 1493 i et gavebrev mellem Vladislav 2. konge af Ungarn, og en rumænsk prins ved navn Mihai Cande.
Byens navn blev i 1733 noteret som værende af det latinske ord "petrinus" ("pietros" på rumænsk), der kan oversættes til dansk med "af sten", en henvisning til de store kulforekomster i området, der skulle blive en indbringende eksportvare under den industrielle revolution. Udnyttelsen af kulforekomsterne i og omkring Petrila fik byen til at vokse som en by med en enkelt industri, der enten drejede sig om kulminedrift eller forarbejdning af det kul, der blev udvundet der, og som er opført under betegnelsen "Pitcoal". Minedriften begyndte i 1840, men byen ville forblive tyndt befolket indtil ankomsten af arbejdere fra Vest Moldavien, der blev tvunget til at flytte, af Rumæniens tidligere præsident Nicolae Ceaușescu under kommunistisk styre. Omstruktureringen af økonomien siden den rumænske revolution i 1989 har ført til et fald i produktionen og udbuddet til regionen, herunder Petrila.